# 住友電工焼結合金
住友電工焼結合金株式会社（すみともでんこうしょうけつごうきん、英文社名：Sumitomo Electric Sintered Alloy Ltd.）は、住友グループの自動車エンジン部品・駆動系部品・電装部品・エアコン部品等の焼結部品を製造するメーカー。

## 主力製品・事業
- ルブライト - 鉄系焼結機械部品
- スミアルタフ - 高機能アルミ合金

## 主要事業所
- 本社 - 岡山県高梁市成羽町成羽2901
- 岡山工場 - 岡山県高梁市成羽町成羽2901
- 伊丹工場 - 兵庫県伊丹市昆陽北1丁目1-1

## 沿革
- 1972年 - 住友電気工業株式会社の出資により、岡山住電精密株式会社を設立。
- 1991年 - 住友電工焼結合金株式会社に社名変更。
- 1994年 - 財団法人日本緑化センターより、緑化優良工場賞を受賞。
- 2001年 - ツバサ精密工業株式会社と合併。
- 2003年 - 住友電気工業株式会社から焼結製品事業を吸収分割により承継。
- 2011年 - 技能検定関係優良事業所として厚生労働大臣表彰を受賞。

## 主要関係会社

### 海外グループ企業
- SSI : PT. Sumiden Sintered Components Indonesia（インドネシア）
- SESG : Sumitomo Electric Sintered Components(Germany) GmbH（ドイツ）
- PSP：精密焼結合金（無錫）有限公司（中国）
- SEST : Sumitomo Electric Sintered Components(T)Co.Ltd.（タイ）
- SPW : 住電粉末冶金（無錫）有限公司（中国）
- SESC : Sumitomo Electric Sintered Components(M)S（マレーシア）
- ESC : Engineered Sintered Components Co.（アメリカ）
- KSM : 大韓焼結金属株式会社（韓国）
- SEMX : Sumitomo Electric Sintered Components Mexico（メキシコ）